# جيمس بي. كروس
جيمس بي. كروس (بالإنجليزية: James B. Cross)‏ هو قاضي ومحامي وسياسي أمريكي، ولد في 17 ديسمبر 1819، وتوفي في 3 فبراير 1876. حزبياً، نشط في الحزب الديمقراطي. وقد انتخب عضو جمعية ولاية ويسكونسن.